# Eigil Pedersen
Eigil Palle Pedersen (Aarhus, 23 maggio 1917 – Søby, 2 agosto 1994) è stato uno scacchista e compositore di scacchi danese.
Maestro a tavolino, dal 1950 al 1966 partecipò con la nazionale danese a cinque Olimpiadi degli scacchi, in terza e quarta scacchiera, ottenendo il 44,5%  dei punti.
Tre volte vincitore del campionato danese (1951, 1953 e 1961).  Quindici volte vincitore del campionato di Aarhus. Prese parte a molti campionati danesi a squadre come prima scacchiera del circolo Nordre Skakklub.
È però noto principalmente come compositore. Pubblicò un centinaio di problemi in due e tre mosse, ottenendo una ventina di primi premi.
Poco dopo la fine della seconda mondiale propose una nuova idea, poi chiamata « correzione bianca », che preparò l'avvento dei cambi a più fasi. Questa combinazione tematica fu illustrata da Arnoldo Ellerman nel libro « Combinación de Eigil Pedersen en el nuevo tema 'corrección blanca': problemas de dos jugados » (Ed. Grabo, Buenos Aires, 1947). Nel 1948 Ellerman compose un problema che illustra molto bene l'idea di Pedersen.
Due suoi problemi, entrambi vincitori del primo premio:
|   | a | b | c | d | e | f | g | h |   |
| 8 | g8 alfiere del bianco · a7 re del bianco · h4 pedone del bianco · a3 re del nero · f3 pedone del nero · f2 donna del bianco · h1 torre del nero | g8 alfiere del bianco · a7 re del bianco · h4 pedone del bianco · a3 re del nero · f3 pedone del nero · f2 donna del bianco · h1 torre del nero | g8 alfiere del bianco · a7 re del bianco · h4 pedone del bianco · a3 re del nero · f3 pedone del nero · f2 donna del bianco · h1 torre del nero | g8 alfiere del bianco · a7 re del bianco · h4 pedone del bianco · a3 re del nero · f3 pedone del nero · f2 donna del bianco · h1 torre del nero | g8 alfiere del bianco · a7 re del bianco · h4 pedone del bianco · a3 re del nero · f3 pedone del nero · f2 donna del bianco · h1 torre del nero | g8 alfiere del bianco · a7 re del bianco · h4 pedone del bianco · a3 re del nero · f3 pedone del nero · f2 donna del bianco · h1 torre del nero | g8 alfiere del bianco · a7 re del bianco · h4 pedone del bianco · a3 re del nero · f3 pedone del nero · f2 donna del bianco · h1 torre del nero | g8 alfiere del bianco · a7 re del bianco · h4 pedone del bianco · a3 re del nero · f3 pedone del nero · f2 donna del bianco · h1 torre del nero | 8 |
| 7 | g8 alfiere del bianco · a7 re del bianco · h4 pedone del bianco · a3 re del nero · f3 pedone del nero · f2 donna del bianco · h1 torre del nero | g8 alfiere del bianco · a7 re del bianco · h4 pedone del bianco · a3 re del nero · f3 pedone del nero · f2 donna del bianco · h1 torre del nero | g8 alfiere del bianco · a7 re del bianco · h4 pedone del bianco · a3 re del nero · f3 pedone del nero · f2 donna del bianco · h1 torre del nero | g8 alfiere del bianco · a7 re del bianco · h4 pedone del bianco · a3 re del nero · f3 pedone del nero · f2 donna del bianco · h1 torre del nero | g8 alfiere del bianco · a7 re del bianco · h4 pedone del bianco · a3 re del nero · f3 pedone del nero · f2 donna del bianco · h1 torre del nero | g8 alfiere del bianco · a7 re del bianco · h4 pedone del bianco · a3 re del nero · f3 pedone del nero · f2 donna del bianco · h1 torre del nero | g8 alfiere del bianco · a7 re del bianco · h4 pedone del bianco · a3 re del nero · f3 pedone del nero · f2 donna del bianco · h1 torre del nero | g8 alfiere del bianco · a7 re del bianco · h4 pedone del bianco · a3 re del nero · f3 pedone del nero · f2 donna del bianco · h1 torre del nero | 7 |
| 6 | g8 alfiere del bianco · a7 re del bianco · h4 pedone del bianco · a3 re del nero · f3 pedone del nero · f2 donna del bianco · h1 torre del nero | g8 alfiere del bianco · a7 re del bianco · h4 pedone del bianco · a3 re del nero · f3 pedone del nero · f2 donna del bianco · h1 torre del nero | g8 alfiere del bianco · a7 re del bianco · h4 pedone del bianco · a3 re del nero · f3 pedone del nero · f2 donna del bianco · h1 torre del nero | g8 alfiere del bianco · a7 re del bianco · h4 pedone del bianco · a3 re del nero · f3 pedone del nero · f2 donna del bianco · h1 torre del nero | g8 alfiere del bianco · a7 re del bianco · h4 pedone del bianco · a3 re del nero · f3 pedone del nero · f2 donna del bianco · h1 torre del nero | g8 alfiere del bianco · a7 re del bianco · h4 pedone del bianco · a3 re del nero · f3 pedone del nero · f2 donna del bianco · h1 torre del nero | g8 alfiere del bianco · a7 re del bianco · h4 pedone del bianco · a3 re del nero · f3 pedone del nero · f2 donna del bianco · h1 torre del nero | g8 alfiere del bianco · a7 re del bianco · h4 pedone del bianco · a3 re del nero · f3 pedone del nero · f2 donna del bianco · h1 torre del nero | 6 |
| 5 | g8 alfiere del bianco · a7 re del bianco · h4 pedone del bianco · a3 re del nero · f3 pedone del nero · f2 donna del bianco · h1 torre del nero | g8 alfiere del bianco · a7 re del bianco · h4 pedone del bianco · a3 re del nero · f3 pedone del nero · f2 donna del bianco · h1 torre del nero | g8 alfiere del bianco · a7 re del bianco · h4 pedone del bianco · a3 re del nero · f3 pedone del nero · f2 donna del bianco · h1 torre del nero | g8 alfiere del bianco · a7 re del bianco · h4 pedone del bianco · a3 re del nero · f3 pedone del nero · f2 donna del bianco · h1 torre del nero | g8 alfiere del bianco · a7 re del bianco · h4 pedone del bianco · a3 re del nero · f3 pedone del nero · f2 donna del bianco · h1 torre del nero | g8 alfiere del bianco · a7 re del bianco · h4 pedone del bianco · a3 re del nero · f3 pedone del nero · f2 donna del bianco · h1 torre del nero | g8 alfiere del bianco · a7 re del bianco · h4 pedone del bianco · a3 re del nero · f3 pedone del nero · f2 donna del bianco · h1 torre del nero | g8 alfiere del bianco · a7 re del bianco · h4 pedone del bianco · a3 re del nero · f3 pedone del nero · f2 donna del bianco · h1 torre del nero | 5 |
| 4 | g8 alfiere del bianco · a7 re del bianco · h4 pedone del bianco · a3 re del nero · f3 pedone del nero · f2 donna del bianco · h1 torre del nero | g8 alfiere del bianco · a7 re del bianco · h4 pedone del bianco · a3 re del nero · f3 pedone del nero · f2 donna del bianco · h1 torre del nero | g8 alfiere del bianco · a7 re del bianco · h4 pedone del bianco · a3 re del nero · f3 pedone del nero · f2 donna del bianco · h1 torre del nero | g8 alfiere del bianco · a7 re del bianco · h4 pedone del bianco · a3 re del nero · f3 pedone del nero · f2 donna del bianco · h1 torre del nero | g8 alfiere del bianco · a7 re del bianco · h4 pedone del bianco · a3 re del nero · f3 pedone del nero · f2 donna del bianco · h1 torre del nero | g8 alfiere del bianco · a7 re del bianco · h4 pedone del bianco · a3 re del nero · f3 pedone del nero · f2 donna del bianco · h1 torre del nero | g8 alfiere del bianco · a7 re del bianco · h4 pedone del bianco · a3 re del nero · f3 pedone del nero · f2 donna del bianco · h1 torre del nero | g8 alfiere del bianco · a7 re del bianco · h4 pedone del bianco · a3 re del nero · f3 pedone del nero · f2 donna del bianco · h1 torre del nero | 4 |
| 3 | g8 alfiere del bianco · a7 re del bianco · h4 pedone del bianco · a3 re del nero · f3 pedone del nero · f2 donna del bianco · h1 torre del nero | g8 alfiere del bianco · a7 re del bianco · h4 pedone del bianco · a3 re del nero · f3 pedone del nero · f2 donna del bianco · h1 torre del nero | g8 alfiere del bianco · a7 re del bianco · h4 pedone del bianco · a3 re del nero · f3 pedone del nero · f2 donna del bianco · h1 torre del nero | g8 alfiere del bianco · a7 re del bianco · h4 pedone del bianco · a3 re del nero · f3 pedone del nero · f2 donna del bianco · h1 torre del nero | g8 alfiere del bianco · a7 re del bianco · h4 pedone del bianco · a3 re del nero · f3 pedone del nero · f2 donna del bianco · h1 torre del nero | g8 alfiere del bianco · a7 re del bianco · h4 pedone del bianco · a3 re del nero · f3 pedone del nero · f2 donna del bianco · h1 torre del nero | g8 alfiere del bianco · a7 re del bianco · h4 pedone del bianco · a3 re del nero · f3 pedone del nero · f2 donna del bianco · h1 torre del nero | g8 alfiere del bianco · a7 re del bianco · h4 pedone del bianco · a3 re del nero · f3 pedone del nero · f2 donna del bianco · h1 torre del nero | 3 |
| 2 | g8 alfiere del bianco · a7 re del bianco · h4 pedone del bianco · a3 re del nero · f3 pedone del nero · f2 donna del bianco · h1 torre del nero | g8 alfiere del bianco · a7 re del bianco · h4 pedone del bianco · a3 re del nero · f3 pedone del nero · f2 donna del bianco · h1 torre del nero | g8 alfiere del bianco · a7 re del bianco · h4 pedone del bianco · a3 re del nero · f3 pedone del nero · f2 donna del bianco · h1 torre del nero | g8 alfiere del bianco · a7 re del bianco · h4 pedone del bianco · a3 re del nero · f3 pedone del nero · f2 donna del bianco · h1 torre del nero | g8 alfiere del bianco · a7 re del bianco · h4 pedone del bianco · a3 re del nero · f3 pedone del nero · f2 donna del bianco · h1 torre del nero | g8 alfiere del bianco · a7 re del bianco · h4 pedone del bianco · a3 re del nero · f3 pedone del nero · f2 donna del bianco · h1 torre del nero | g8 alfiere del bianco · a7 re del bianco · h4 pedone del bianco · a3 re del nero · f3 pedone del nero · f2 donna del bianco · h1 torre del nero | g8 alfiere del bianco · a7 re del bianco · h4 pedone del bianco · a3 re del nero · f3 pedone del nero · f2 donna del bianco · h1 torre del nero | 2 |
| 1 | g8 alfiere del bianco · a7 re del bianco · h4 pedone del bianco · a3 re del nero · f3 pedone del nero · f2 donna del bianco · h1 torre del nero | g8 alfiere del bianco · a7 re del bianco · h4 pedone del bianco · a3 re del nero · f3 pedone del nero · f2 donna del bianco · h1 torre del nero | g8 alfiere del bianco · a7 re del bianco · h4 pedone del bianco · a3 re del nero · f3 pedone del nero · f2 donna del bianco · h1 torre del nero | g8 alfiere del bianco · a7 re del bianco · h4 pedone del bianco · a3 re del nero · f3 pedone del nero · f2 donna del bianco · h1 torre del nero | g8 alfiere del bianco · a7 re del bianco · h4 pedone del bianco · a3 re del nero · f3 pedone del nero · f2 donna del bianco · h1 torre del nero | g8 alfiere del bianco · a7 re del bianco · h4 pedone del bianco · a3 re del nero · f3 pedone del nero · f2 donna del bianco · h1 torre del nero | g8 alfiere del bianco · a7 re del bianco · h4 pedone del bianco · a3 re del nero · f3 pedone del nero · f2 donna del bianco · h1 torre del nero | g8 alfiere del bianco · a7 re del bianco · h4 pedone del bianco · a3 re del nero · f3 pedone del nero · f2 donna del bianco · h1 torre del nero | 1 |
|   | a | b | c | d | e | f | g | h |   |

Soluzione:
Tentativo: 1. Db6? (2. Db3#)  ma 1...Tb1!

1. Ra6!  (min. 2. Da2+  Rb4  3. Da5#)

1... Ta1  2. Ra5! zugzwang   3. Da2#

1... Th2  2. Db6 Tb2  3. Da5# 
|   | a | b | c | d | e | f | g | h |   |
| 8 | c7 re del bianco · f7 torre del bianco · d5 pedone del bianco · e5 re del nero · d4 pedone del nero · h4 torre del bianco · a3 cavallo del bianco · d3 alfiere del nero · g3 torre del nero · h3 alfiere del bianco · a2 donna del bianco · h2 cavallo del bianco | c7 re del bianco · f7 torre del bianco · d5 pedone del bianco · e5 re del nero · d4 pedone del nero · h4 torre del bianco · a3 cavallo del bianco · d3 alfiere del nero · g3 torre del nero · h3 alfiere del bianco · a2 donna del bianco · h2 cavallo del bianco | c7 re del bianco · f7 torre del bianco · d5 pedone del bianco · e5 re del nero · d4 pedone del nero · h4 torre del bianco · a3 cavallo del bianco · d3 alfiere del nero · g3 torre del nero · h3 alfiere del bianco · a2 donna del bianco · h2 cavallo del bianco | c7 re del bianco · f7 torre del bianco · d5 pedone del bianco · e5 re del nero · d4 pedone del nero · h4 torre del bianco · a3 cavallo del bianco · d3 alfiere del nero · g3 torre del nero · h3 alfiere del bianco · a2 donna del bianco · h2 cavallo del bianco | c7 re del bianco · f7 torre del bianco · d5 pedone del bianco · e5 re del nero · d4 pedone del nero · h4 torre del bianco · a3 cavallo del bianco · d3 alfiere del nero · g3 torre del nero · h3 alfiere del bianco · a2 donna del bianco · h2 cavallo del bianco | c7 re del bianco · f7 torre del bianco · d5 pedone del bianco · e5 re del nero · d4 pedone del nero · h4 torre del bianco · a3 cavallo del bianco · d3 alfiere del nero · g3 torre del nero · h3 alfiere del bianco · a2 donna del bianco · h2 cavallo del bianco | c7 re del bianco · f7 torre del bianco · d5 pedone del bianco · e5 re del nero · d4 pedone del nero · h4 torre del bianco · a3 cavallo del bianco · d3 alfiere del nero · g3 torre del nero · h3 alfiere del bianco · a2 donna del bianco · h2 cavallo del bianco | c7 re del bianco · f7 torre del bianco · d5 pedone del bianco · e5 re del nero · d4 pedone del nero · h4 torre del bianco · a3 cavallo del bianco · d3 alfiere del nero · g3 torre del nero · h3 alfiere del bianco · a2 donna del bianco · h2 cavallo del bianco | 8 |
| 7 | c7 re del bianco · f7 torre del bianco · d5 pedone del bianco · e5 re del nero · d4 pedone del nero · h4 torre del bianco · a3 cavallo del bianco · d3 alfiere del nero · g3 torre del nero · h3 alfiere del bianco · a2 donna del bianco · h2 cavallo del bianco | c7 re del bianco · f7 torre del bianco · d5 pedone del bianco · e5 re del nero · d4 pedone del nero · h4 torre del bianco · a3 cavallo del bianco · d3 alfiere del nero · g3 torre del nero · h3 alfiere del bianco · a2 donna del bianco · h2 cavallo del bianco | c7 re del bianco · f7 torre del bianco · d5 pedone del bianco · e5 re del nero · d4 pedone del nero · h4 torre del bianco · a3 cavallo del bianco · d3 alfiere del nero · g3 torre del nero · h3 alfiere del bianco · a2 donna del bianco · h2 cavallo del bianco | c7 re del bianco · f7 torre del bianco · d5 pedone del bianco · e5 re del nero · d4 pedone del nero · h4 torre del bianco · a3 cavallo del bianco · d3 alfiere del nero · g3 torre del nero · h3 alfiere del bianco · a2 donna del bianco · h2 cavallo del bianco | c7 re del bianco · f7 torre del bianco · d5 pedone del bianco · e5 re del nero · d4 pedone del nero · h4 torre del bianco · a3 cavallo del bianco · d3 alfiere del nero · g3 torre del nero · h3 alfiere del bianco · a2 donna del bianco · h2 cavallo del bianco | c7 re del bianco · f7 torre del bianco · d5 pedone del bianco · e5 re del nero · d4 pedone del nero · h4 torre del bianco · a3 cavallo del bianco · d3 alfiere del nero · g3 torre del nero · h3 alfiere del bianco · a2 donna del bianco · h2 cavallo del bianco | c7 re del bianco · f7 torre del bianco · d5 pedone del bianco · e5 re del nero · d4 pedone del nero · h4 torre del bianco · a3 cavallo del bianco · d3 alfiere del nero · g3 torre del nero · h3 alfiere del bianco · a2 donna del bianco · h2 cavallo del bianco | c7 re del bianco · f7 torre del bianco · d5 pedone del bianco · e5 re del nero · d4 pedone del nero · h4 torre del bianco · a3 cavallo del bianco · d3 alfiere del nero · g3 torre del nero · h3 alfiere del bianco · a2 donna del bianco · h2 cavallo del bianco | 7 |
| 6 | c7 re del bianco · f7 torre del bianco · d5 pedone del bianco · e5 re del nero · d4 pedone del nero · h4 torre del bianco · a3 cavallo del bianco · d3 alfiere del nero · g3 torre del nero · h3 alfiere del bianco · a2 donna del bianco · h2 cavallo del bianco | c7 re del bianco · f7 torre del bianco · d5 pedone del bianco · e5 re del nero · d4 pedone del nero · h4 torre del bianco · a3 cavallo del bianco · d3 alfiere del nero · g3 torre del nero · h3 alfiere del bianco · a2 donna del bianco · h2 cavallo del bianco | c7 re del bianco · f7 torre del bianco · d5 pedone del bianco · e5 re del nero · d4 pedone del nero · h4 torre del bianco · a3 cavallo del bianco · d3 alfiere del nero · g3 torre del nero · h3 alfiere del bianco · a2 donna del bianco · h2 cavallo del bianco | c7 re del bianco · f7 torre del bianco · d5 pedone del bianco · e5 re del nero · d4 pedone del nero · h4 torre del bianco · a3 cavallo del bianco · d3 alfiere del nero · g3 torre del nero · h3 alfiere del bianco · a2 donna del bianco · h2 cavallo del bianco | c7 re del bianco · f7 torre del bianco · d5 pedone del bianco · e5 re del nero · d4 pedone del nero · h4 torre del bianco · a3 cavallo del bianco · d3 alfiere del nero · g3 torre del nero · h3 alfiere del bianco · a2 donna del bianco · h2 cavallo del bianco | c7 re del bianco · f7 torre del bianco · d5 pedone del bianco · e5 re del nero · d4 pedone del nero · h4 torre del bianco · a3 cavallo del bianco · d3 alfiere del nero · g3 torre del nero · h3 alfiere del bianco · a2 donna del bianco · h2 cavallo del bianco | c7 re del bianco · f7 torre del bianco · d5 pedone del bianco · e5 re del nero · d4 pedone del nero · h4 torre del bianco · a3 cavallo del bianco · d3 alfiere del nero · g3 torre del nero · h3 alfiere del bianco · a2 donna del bianco · h2 cavallo del bianco | c7 re del bianco · f7 torre del bianco · d5 pedone del bianco · e5 re del nero · d4 pedone del nero · h4 torre del bianco · a3 cavallo del bianco · d3 alfiere del nero · g3 torre del nero · h3 alfiere del bianco · a2 donna del bianco · h2 cavallo del bianco | 6 |
| 5 | c7 re del bianco · f7 torre del bianco · d5 pedone del bianco · e5 re del nero · d4 pedone del nero · h4 torre del bianco · a3 cavallo del bianco · d3 alfiere del nero · g3 torre del nero · h3 alfiere del bianco · a2 donna del bianco · h2 cavallo del bianco | c7 re del bianco · f7 torre del bianco · d5 pedone del bianco · e5 re del nero · d4 pedone del nero · h4 torre del bianco · a3 cavallo del bianco · d3 alfiere del nero · g3 torre del nero · h3 alfiere del bianco · a2 donna del bianco · h2 cavallo del bianco | c7 re del bianco · f7 torre del bianco · d5 pedone del bianco · e5 re del nero · d4 pedone del nero · h4 torre del bianco · a3 cavallo del bianco · d3 alfiere del nero · g3 torre del nero · h3 alfiere del bianco · a2 donna del bianco · h2 cavallo del bianco | c7 re del bianco · f7 torre del bianco · d5 pedone del bianco · e5 re del nero · d4 pedone del nero · h4 torre del bianco · a3 cavallo del bianco · d3 alfiere del nero · g3 torre del nero · h3 alfiere del bianco · a2 donna del bianco · h2 cavallo del bianco | c7 re del bianco · f7 torre del bianco · d5 pedone del bianco · e5 re del nero · d4 pedone del nero · h4 torre del bianco · a3 cavallo del bianco · d3 alfiere del nero · g3 torre del nero · h3 alfiere del bianco · a2 donna del bianco · h2 cavallo del bianco | c7 re del bianco · f7 torre del bianco · d5 pedone del bianco · e5 re del nero · d4 pedone del nero · h4 torre del bianco · a3 cavallo del bianco · d3 alfiere del nero · g3 torre del nero · h3 alfiere del bianco · a2 donna del bianco · h2 cavallo del bianco | c7 re del bianco · f7 torre del bianco · d5 pedone del bianco · e5 re del nero · d4 pedone del nero · h4 torre del bianco · a3 cavallo del bianco · d3 alfiere del nero · g3 torre del nero · h3 alfiere del bianco · a2 donna del bianco · h2 cavallo del bianco | c7 re del bianco · f7 torre del bianco · d5 pedone del bianco · e5 re del nero · d4 pedone del nero · h4 torre del bianco · a3 cavallo del bianco · d3 alfiere del nero · g3 torre del nero · h3 alfiere del bianco · a2 donna del bianco · h2 cavallo del bianco | 5 |
| 4 | c7 re del bianco · f7 torre del bianco · d5 pedone del bianco · e5 re del nero · d4 pedone del nero · h4 torre del bianco · a3 cavallo del bianco · d3 alfiere del nero · g3 torre del nero · h3 alfiere del bianco · a2 donna del bianco · h2 cavallo del bianco | c7 re del bianco · f7 torre del bianco · d5 pedone del bianco · e5 re del nero · d4 pedone del nero · h4 torre del bianco · a3 cavallo del bianco · d3 alfiere del nero · g3 torre del nero · h3 alfiere del bianco · a2 donna del bianco · h2 cavallo del bianco | c7 re del bianco · f7 torre del bianco · d5 pedone del bianco · e5 re del nero · d4 pedone del nero · h4 torre del bianco · a3 cavallo del bianco · d3 alfiere del nero · g3 torre del nero · h3 alfiere del bianco · a2 donna del bianco · h2 cavallo del bianco | c7 re del bianco · f7 torre del bianco · d5 pedone del bianco · e5 re del nero · d4 pedone del nero · h4 torre del bianco · a3 cavallo del bianco · d3 alfiere del nero · g3 torre del nero · h3 alfiere del bianco · a2 donna del bianco · h2 cavallo del bianco | c7 re del bianco · f7 torre del bianco · d5 pedone del bianco · e5 re del nero · d4 pedone del nero · h4 torre del bianco · a3 cavallo del bianco · d3 alfiere del nero · g3 torre del nero · h3 alfiere del bianco · a2 donna del bianco · h2 cavallo del bianco | c7 re del bianco · f7 torre del bianco · d5 pedone del bianco · e5 re del nero · d4 pedone del nero · h4 torre del bianco · a3 cavallo del bianco · d3 alfiere del nero · g3 torre del nero · h3 alfiere del bianco · a2 donna del bianco · h2 cavallo del bianco | c7 re del bianco · f7 torre del bianco · d5 pedone del bianco · e5 re del nero · d4 pedone del nero · h4 torre del bianco · a3 cavallo del bianco · d3 alfiere del nero · g3 torre del nero · h3 alfiere del bianco · a2 donna del bianco · h2 cavallo del bianco | c7 re del bianco · f7 torre del bianco · d5 pedone del bianco · e5 re del nero · d4 pedone del nero · h4 torre del bianco · a3 cavallo del bianco · d3 alfiere del nero · g3 torre del nero · h3 alfiere del bianco · a2 donna del bianco · h2 cavallo del bianco | 4 |
| 3 | c7 re del bianco · f7 torre del bianco · d5 pedone del bianco · e5 re del nero · d4 pedone del nero · h4 torre del bianco · a3 cavallo del bianco · d3 alfiere del nero · g3 torre del nero · h3 alfiere del bianco · a2 donna del bianco · h2 cavallo del bianco | c7 re del bianco · f7 torre del bianco · d5 pedone del bianco · e5 re del nero · d4 pedone del nero · h4 torre del bianco · a3 cavallo del bianco · d3 alfiere del nero · g3 torre del nero · h3 alfiere del bianco · a2 donna del bianco · h2 cavallo del bianco | c7 re del bianco · f7 torre del bianco · d5 pedone del bianco · e5 re del nero · d4 pedone del nero · h4 torre del bianco · a3 cavallo del bianco · d3 alfiere del nero · g3 torre del nero · h3 alfiere del bianco · a2 donna del bianco · h2 cavallo del bianco | c7 re del bianco · f7 torre del bianco · d5 pedone del bianco · e5 re del nero · d4 pedone del nero · h4 torre del bianco · a3 cavallo del bianco · d3 alfiere del nero · g3 torre del nero · h3 alfiere del bianco · a2 donna del bianco · h2 cavallo del bianco | c7 re del bianco · f7 torre del bianco · d5 pedone del bianco · e5 re del nero · d4 pedone del nero · h4 torre del bianco · a3 cavallo del bianco · d3 alfiere del nero · g3 torre del nero · h3 alfiere del bianco · a2 donna del bianco · h2 cavallo del bianco | c7 re del bianco · f7 torre del bianco · d5 pedone del bianco · e5 re del nero · d4 pedone del nero · h4 torre del bianco · a3 cavallo del bianco · d3 alfiere del nero · g3 torre del nero · h3 alfiere del bianco · a2 donna del bianco · h2 cavallo del bianco | c7 re del bianco · f7 torre del bianco · d5 pedone del bianco · e5 re del nero · d4 pedone del nero · h4 torre del bianco · a3 cavallo del bianco · d3 alfiere del nero · g3 torre del nero · h3 alfiere del bianco · a2 donna del bianco · h2 cavallo del bianco | c7 re del bianco · f7 torre del bianco · d5 pedone del bianco · e5 re del nero · d4 pedone del nero · h4 torre del bianco · a3 cavallo del bianco · d3 alfiere del nero · g3 torre del nero · h3 alfiere del bianco · a2 donna del bianco · h2 cavallo del bianco | 3 |
| 2 | c7 re del bianco · f7 torre del bianco · d5 pedone del bianco · e5 re del nero · d4 pedone del nero · h4 torre del bianco · a3 cavallo del bianco · d3 alfiere del nero · g3 torre del nero · h3 alfiere del bianco · a2 donna del bianco · h2 cavallo del bianco | c7 re del bianco · f7 torre del bianco · d5 pedone del bianco · e5 re del nero · d4 pedone del nero · h4 torre del bianco · a3 cavallo del bianco · d3 alfiere del nero · g3 torre del nero · h3 alfiere del bianco · a2 donna del bianco · h2 cavallo del bianco | c7 re del bianco · f7 torre del bianco · d5 pedone del bianco · e5 re del nero · d4 pedone del nero · h4 torre del bianco · a3 cavallo del bianco · d3 alfiere del nero · g3 torre del nero · h3 alfiere del bianco · a2 donna del bianco · h2 cavallo del bianco | c7 re del bianco · f7 torre del bianco · d5 pedone del bianco · e5 re del nero · d4 pedone del nero · h4 torre del bianco · a3 cavallo del bianco · d3 alfiere del nero · g3 torre del nero · h3 alfiere del bianco · a2 donna del bianco · h2 cavallo del bianco | c7 re del bianco · f7 torre del bianco · d5 pedone del bianco · e5 re del nero · d4 pedone del nero · h4 torre del bianco · a3 cavallo del bianco · d3 alfiere del nero · g3 torre del nero · h3 alfiere del bianco · a2 donna del bianco · h2 cavallo del bianco | c7 re del bianco · f7 torre del bianco · d5 pedone del bianco · e5 re del nero · d4 pedone del nero · h4 torre del bianco · a3 cavallo del bianco · d3 alfiere del nero · g3 torre del nero · h3 alfiere del bianco · a2 donna del bianco · h2 cavallo del bianco | c7 re del bianco · f7 torre del bianco · d5 pedone del bianco · e5 re del nero · d4 pedone del nero · h4 torre del bianco · a3 cavallo del bianco · d3 alfiere del nero · g3 torre del nero · h3 alfiere del bianco · a2 donna del bianco · h2 cavallo del bianco | c7 re del bianco · f7 torre del bianco · d5 pedone del bianco · e5 re del nero · d4 pedone del nero · h4 torre del bianco · a3 cavallo del bianco · d3 alfiere del nero · g3 torre del nero · h3 alfiere del bianco · a2 donna del bianco · h2 cavallo del bianco | 2 |
| 1 | c7 re del bianco · f7 torre del bianco · d5 pedone del bianco · e5 re del nero · d4 pedone del nero · h4 torre del bianco · a3 cavallo del bianco · d3 alfiere del nero · g3 torre del nero · h3 alfiere del bianco · a2 donna del bianco · h2 cavallo del bianco | c7 re del bianco · f7 torre del bianco · d5 pedone del bianco · e5 re del nero · d4 pedone del nero · h4 torre del bianco · a3 cavallo del bianco · d3 alfiere del nero · g3 torre del nero · h3 alfiere del bianco · a2 donna del bianco · h2 cavallo del bianco | c7 re del bianco · f7 torre del bianco · d5 pedone del bianco · e5 re del nero · d4 pedone del nero · h4 torre del bianco · a3 cavallo del bianco · d3 alfiere del nero · g3 torre del nero · h3 alfiere del bianco · a2 donna del bianco · h2 cavallo del bianco | c7 re del bianco · f7 torre del bianco · d5 pedone del bianco · e5 re del nero · d4 pedone del nero · h4 torre del bianco · a3 cavallo del bianco · d3 alfiere del nero · g3 torre del nero · h3 alfiere del bianco · a2 donna del bianco · h2 cavallo del bianco | c7 re del bianco · f7 torre del bianco · d5 pedone del bianco · e5 re del nero · d4 pedone del nero · h4 torre del bianco · a3 cavallo del bianco · d3 alfiere del nero · g3 torre del nero · h3 alfiere del bianco · a2 donna del bianco · h2 cavallo del bianco | c7 re del bianco · f7 torre del bianco · d5 pedone del bianco · e5 re del nero · d4 pedone del nero · h4 torre del bianco · a3 cavallo del bianco · d3 alfiere del nero · g3 torre del nero · h3 alfiere del bianco · a2 donna del bianco · h2 cavallo del bianco | c7 re del bianco · f7 torre del bianco · d5 pedone del bianco · e5 re del nero · d4 pedone del nero · h4 torre del bianco · a3 cavallo del bianco · d3 alfiere del nero · g3 torre del nero · h3 alfiere del bianco · a2 donna del bianco · h2 cavallo del bianco | c7 re del bianco · f7 torre del bianco · d5 pedone del bianco · e5 re del nero · d4 pedone del nero · h4 torre del bianco · a3 cavallo del bianco · d3 alfiere del nero · g3 torre del nero · h3 alfiere del bianco · a2 donna del bianco · h2 cavallo del bianco | 1 |
|   | a | b | c | d | e | f | g | h |   |